# 9604 Bellevanzuylen
9604 Bellevanzuylen eller 1991 YW är en asteroid i huvudbältet som upptäcktes den 30 december 1991 av den belgiske astronomen Eric W. Elst vid Haute-Provence-observatoriet. Den är uppkallad efter författaren Isabelle de Charrière.